# Arroyo del Chamizo
El arroyo del Chamizo o Chamizo Grande es un curso de agua uruguayo que atraviesa el departamento de  Florida  perteneciente a la cuenca del Plata.
Nace en la Cuchilla Santa Lucía, desemboca en el río Santa Lucía tras recorrer alrededor de 36 km.